# Jaime Berenguer
Jaime Berenguer Amenós (ca: Jaume Berenguer i Amenós) (Pasanant, Tarragona, 1915 - Barcelona, 1974) fue un helenista, escritor, docente y traductor español.

## Biografía
De humilde familia, ingresó en el Seminario Conciliar de Tarragona (1925) movido por una vocación que en aquellos momentos le debía parecer bastante firme. En este centro cursó estudios de bachiller; dejó el Seminario en 1931 y continuó los estudios como alumno libre, y en febrero de 1932 se examinó de bachiller al Instituto de Tarragona, con calificaciones tan excelente que logró el acceso a la Universidad. Establecido en Barcelona en ese mismo año de 1932, estudió Filosofía y Letras por la sección de Filología Clásica en la Universidad Central de Barcelona. Uno de sus maestros en los años anteriores a la Guerra Civil fue el escritor y poeta Carles Riba; por esa época fue un dirigente de la FNEC (Federación Nacional de Estudiantes de Cataluña). Al estallar la guerra civil participó en la batalla del Segre (noviembre de 1938). Terminó la carrera con Premio Extraordinario (1940) y en 1941 obtuvo una cátedra de griego en el “Instituto Alfonso X el Sabio” de Murcia, donde estuvo hasta que en 1943 consiguió traslado al Instituto Verdaguer de Barcelona, del que fue nombrado director en 1970. También fue profesor de lengua y literatura griegas entre 1962 y 1969 en la Universidad de Barcelona y de la Universidad Autónoma de Barcelona.
Su obra más importante es Gramática griega (1942), libro que llegó a tener 39 ediciones hasta nuestros días, algunas incluso póstumas, y es usado todavía por estudiantes y gramáticos helenistas. También escribió diversos libros de texto y de ejercicios de lengua griega. Colaboró traduciendo en la Fundación Bernat Metge desde 1954 a 1964 hasta que fue elegido para ocupar el asiento que Joan Petit había dejado vacante. Para la fundación, tradujo los cinco primeros libros de la Historia de la guerra del Peloponeso de Tucídides (1953-1970), tarea que le llevó más de 20 años. Fuera de la fundación, tradujo textos de Longo, Heródoto, Platón, Jenofonte, Homero y Nikos Kazantzakis; este último escritor en griego moderno. Menos conocido es que también tradujo biografías y novelas del italiano (Cleopatra, su vida y su época (1957) de Carlo Maria Franzero; Cartas de una novicia (1962) de Guido Piovene; El cielo cae (1963) de Lorenza Mazetti, entre otras), y libros de economía y política desde el inglés y el francés, como por ejemplo, Estructura de la industria americana (1956) de Walter Adams; Presente y futuro de Europa vistos por un norteamericano (1956) de Crane Brinton; El sistema político norteamericano (1957) de David Cushman Coyle; Capitalismo americano. El concepto del poder compensador (1963) de John Kenneth Galbraith, La intervención pública en la empresa (1961) de Harold Koontz y Richard W. Gable y Jacques Dartan, La economía, historia de locos, de 1963. También para la editorial Vergara de Barcelona dirigió el Diccionario Enciclopédico Vergara (1960) y la Enciclopedia Vergara, en 6 tomos (1965).